# Maximilian Weinberger
Maximilian Weinberger (* 4. Juni 1875 in Schaffa/Mähren; † 1954 in Chicago, Illinois/USA, andere Angabe: New York City) war ein österreichisch-US-amerikanischer Arzt, Internist und NS-Verfolgter.

## Leben
Maximilian Weinberger war der Sohn von Alois Weinberger (* 1847) und Julia geborene Sinaiberger (* 1857). Er besuchte das Staatsgymnasium in Znaim. Dort legte er 1892 das Abitur ab und studierte anschließend Medizin an der Universität Wien. Hier wurde er am 21. Dezember 1898 promoviert. Am Allgemeinen Krankenhaus Wien durchlief er während des Studiums mehrere Abteilungen, um Erfahrungen zu sammeln. So beispielsweise auch die Dermatologische Klinik von Eduard Lang. Nach der Promotion 1898 wurde er Assistenzarzt an der III. Medizinischen Klinik bei Leopold Schrötter von Kristelli. Hier widmete er sich der Tuberkuloseforschung. Im Jahr 1908 erfolgte die Habilitation in Innerer Medizin. Von 1909 bis 1932 war er Primararzt und Leiter der Medizinischen Abteilung im „Krankenhaus Rudolfstiftung“, Wien. Anschließend war bis zu seinem Ruhestand 1936 Leiter der IV. Medizinischen Abteilung am Allgemeinen Krankenhaus Wien. Sein Spezialgebiet waren Herz- und Lungenerkrankungen. Am 22. Juli 1921 wurde ihm der Titel des außerordentlichen Professors verliehen. Er war Mitglied der „Gesellschaft der Ärzte Wien“, sowie Mitglied der „Vereinigung Sozialdemokratischer Ärzte“. 1938 verlor Weinberger als Jude seine Position an der Universität Wien; die Venia Legendi wurde ihm entzogen. Weinberger wohnte zu diesem Zeitpunkt in Wien 4, Brucknerstrasse 4. Im Jahre 1941 gelang ihm zusammen mit seiner Ehefrau die Flucht nach Lissabon. Von Lissabon aus erfolgte eine Schiffsreise nach New York City, wo Weinberger eine Arztpraxis eröffnete. Bis zu seinem Tod 1954 lebte er völlig zurückgezogen. Er verkraftete den Verlust seiner österreichischen Heimat nicht.

## Familie
Die Ehefrau, Hermine Schereschewsky (1884–1985), stammte aus Wien. Sie verstarb in Chicago/Illinois. Die Schwester Weinbergers, Adele Reisman, wurde mit ihrer Tochter Julie in Theresienstadt ermordet. Das Vermögen der jüdischen Familie wurde 1941 eingezogen.

## Auszeichnungen
- 1916: Offiziersehrenzeichen Rotes Kreuz
- 1916: Preußische Rotkreuz Medaille

## Veröffentlichungen
- 1901: Atlas der Radiografie der Brustorgane. Aus der III. medizinischen Universitätsklinik des Hofrates Prof. L. V. Schotter in Wien. K.K. Verlagsbuchhandlung Engel.
- 1911: Über neuere Diagnostik der Lungentuberkulose. In: Wiener Medizinische Wochenschrift. K.K. Hofbuchhandlung.
- 1933: Chinintherapie der Pneumonien. In: Wiener Klinische Wochenschrift. Springer.